# Charles Wérotte
Charles Wérotte  est un chansonnier belge de langue wallonne, né à Namur le 5 mars 1795 et y décède le 24 avril 1870.
Contemporain de Nicolas Bosret, il a présidé à sa suite la Société (devenue Royale) Moncrabeau.
Il est notamment l'auteur en 1854 de “C'est l'cafeu” et du chant des Salzinnois (Les Tris d’Salzènes). Ses œuvres sont éditées de son vivant sous le titre Chansons wallonnes et otes poésies édité chez Paul Godenne dans les premières années de la jeune Belgique.
Une rue porte son nom sur les coteaux Salzinnois de la citadelle de Namur.